# اندیس تنگلی شمال
تنگلی شمال یک اندیس غیرفلزی است که در حوالی شهر اینچه برون استان گلستان قرار دارد و مادهٔ معدنی موجود در آن، نمک آبی است.  